# Poinson-lès-Fayl
Poinson-lès-Fayl är en kommun i departementet Haute-Marne i regionen Grand Est (tidigare regionen Champagne-Ardenne) i nordöstra Frankrike. Kommunen ligger i kantonen Fayl-Billot som tillhör arrondissementet Langres. År 2022 hade Poinson-lès-Fayl 207 invånare.

## Befolkningsutveckling
Antalet invånare i kommunen Poinson-lès-Fayl
| Referens: INSEE |